# Ignace Jean
Ignace Jean est un homme politique français né le 2 août 1768 à Aurel (Vaucluse). 

## Biographie
Il commence sa carrière professionnelle comme secrétaire général de la préfecture, avant de devenir sous-préfet à Briançon. Il a été décoré au titre de chevalier de la Légion d'honneur, le 14 janvier 1815.

## Carrière politique
- Conseiller municipal à Aurel Vaucluse.
- député de Vaucluse en 1815